# Металоорганична химия
Металоорганично, или органометално,  се нарича всяко органично съединение, в молекулите на което метален атом е свързан с един или повече въглеродни атоми от органична група. Известни са органометални съединения с почти всички метали. Най-голямо значение имат съединенията на цинка, живака, алуминия. Дялът от химията, която ги изучава е металоорганичната химия.
|                                        |                                        |                                          |                                               |
| Хексакарбонилхром, карбонилен комплекс | Хафниоцен дихлорид, сандвичев комплекс | Полидиалкилстанан, органометален полимер | Полифункционално органомолибденово съединение |

## Съединения наs-иp-метали
Най-употребявани са органометалните съединения на алкалните и алкалоземните метали и алуминия. В тях връзките M–C са йонни (C:-K+, C:-Na+) и ковалентни полярни (δ-C–Liδ+, δ-C–Mgδ+). В кристално състояние еднотипните (MRn) и смесените им органометални съединения са координационно асоциирани.
|             |                                         |                  |                          |
| Бензилкалий | Винилмагнезиев бромид, Гриняров реактив | Трифенилалуминий | Тетрабутилолово, отровно |

Органолитиевите съединения са открити от К. Циглер. Те са селективни реагенти в органичният синтез, а реактивността им нараства при координиране на подходящ бидентатен лиганд. Могат да бъдат използвани за полимеризация на алкени, алкилиране на арени и др. Органонатриевите и органокалиевите съединения са по-реактивни от органолитиевите. Използват се като реактанти при полимеризацията и съполимеризацията на 1,3-бутандиен.
Органомагнезиевите съединения са сред най-широко използваните, най често под формата на Гринярови реактиви (RMgX). Органокалциевите съединения се използват рядко в органичния синтез и са по-реактивни.
Органоалуминиевите съединения, синтезирани за първи път от Бактън и Одлинг през 1865 г., са Люисови киселини. Те биват еднотипни и смесени. Използват се като реагенти в присъединителните реакции и като катализатори за полимеризацията на алекни, алкадиени и други ненаситени въглеводороди по Циглер-Ната.
Органогерманиевите съединения имат сходни свойства с въглеводородите. Органокалаените и органооловните съединения са стабилни на въздух и не хидролизират. Органокалаените съединения са фунгициди, а органооловните съединения са отровни.
Органоантимоновите и органобисмутовите съединения са подобни на фосфорните, но са по-основни. Могат да бъдат получени от гринярови реактиви и съответно SbCl3, BiCl3 или BiCl5.

## Съединения наd-иf-метали
| безрмка  |                                             |
| Os2(CO)9 | Сандвичеви комплекси на нептуний и плутоний |